# Engenharia natural

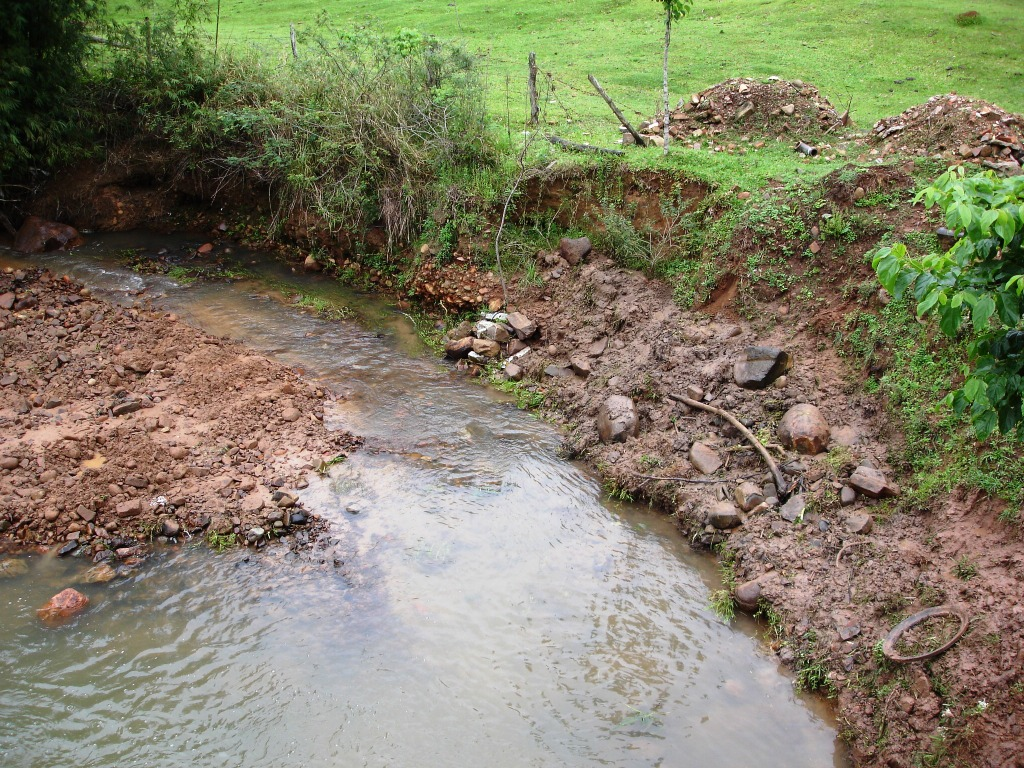
Talude fluvial antes da estabilização biotécnica.

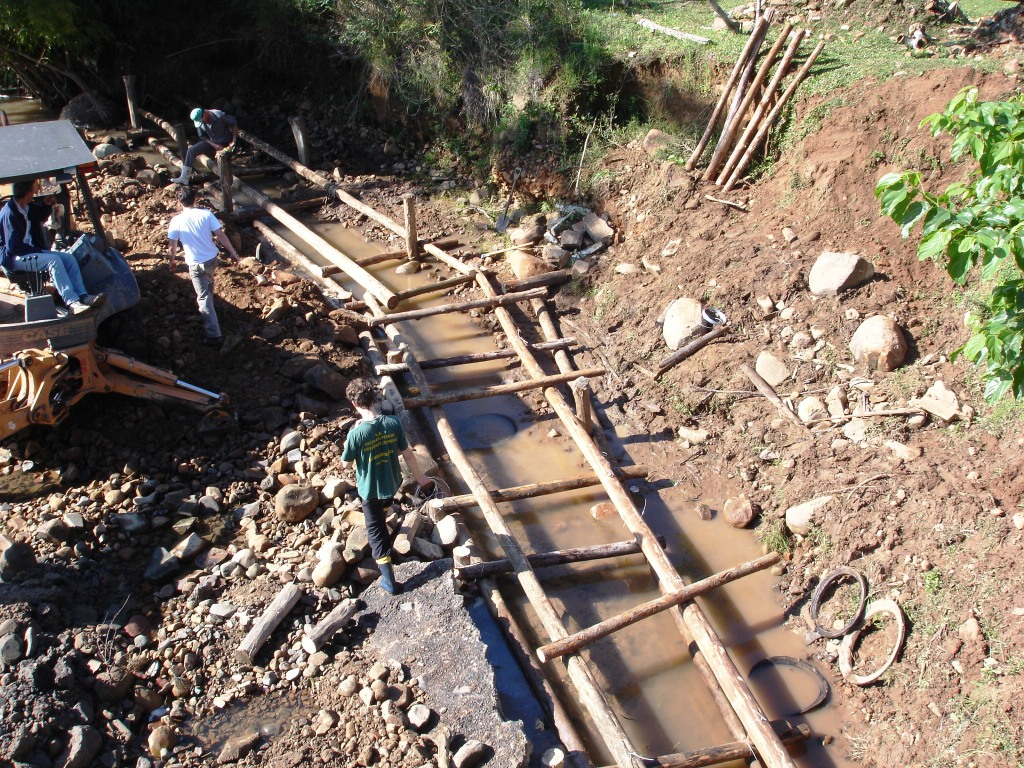
Estabilização da base do talude.

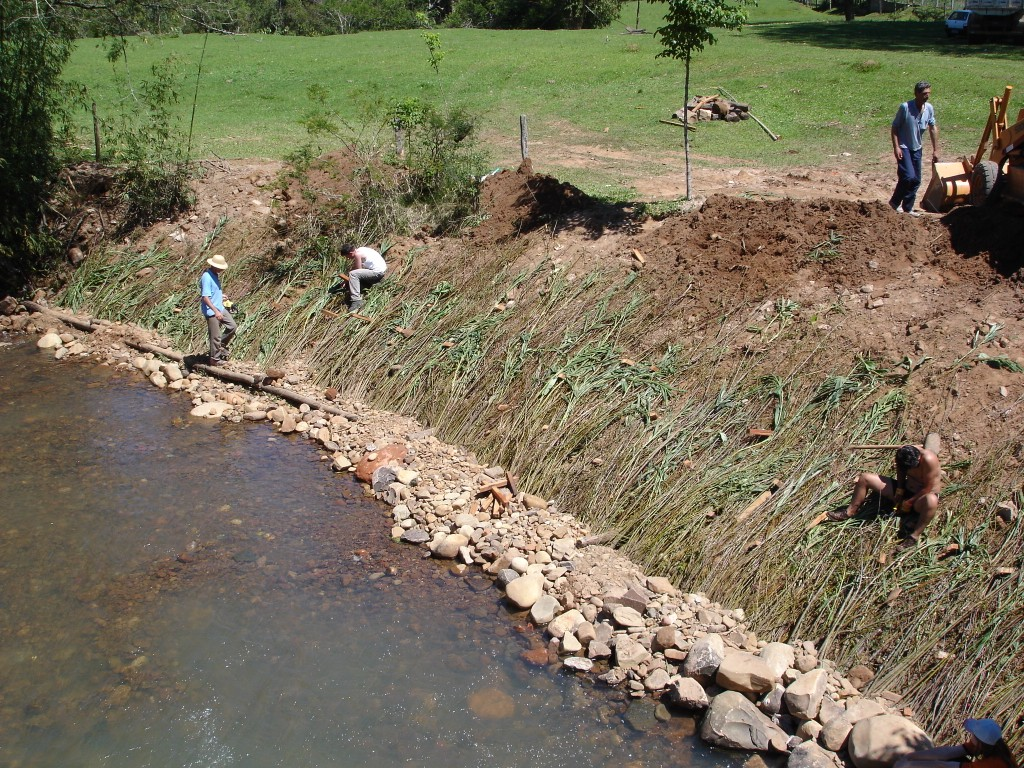
Instalação de uma “esteira-viva”.

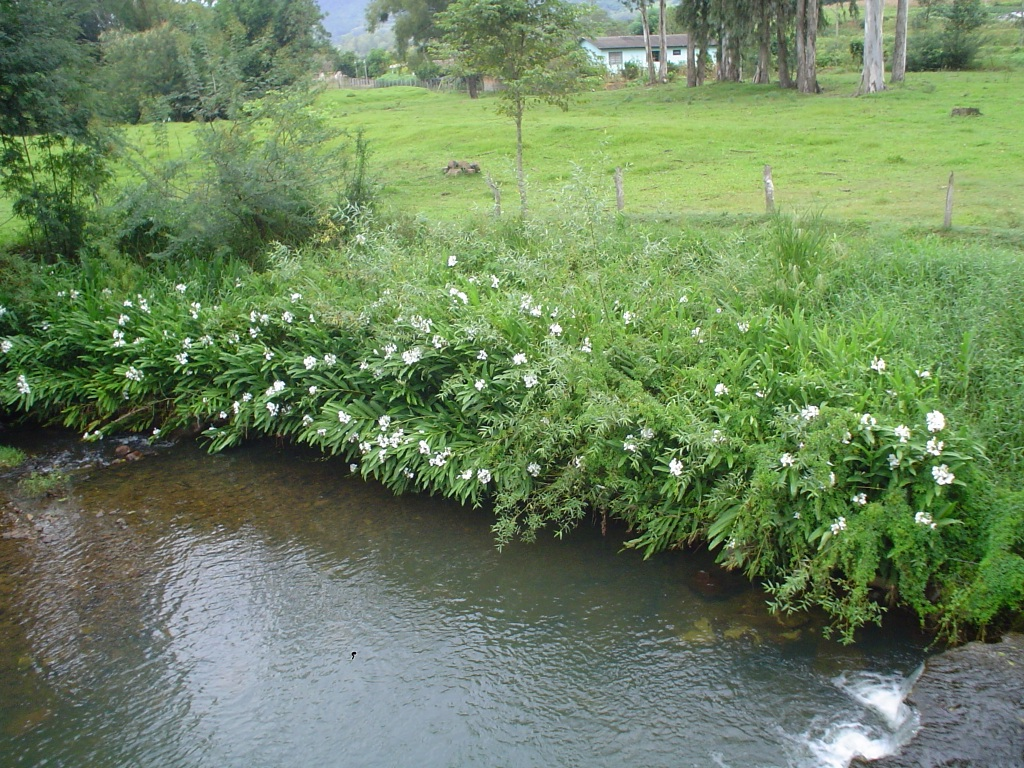
Resultado após um ano.

A engenharia natural (também chamada de bioengenharia de solos) é uma área da Engenharia que se ocupa com a perenização de cursos de água e estabilização de encostas, bem como com o tratamento de voçorocas e erosão, através do emprego de material (vegetal) vivo, combinado com estruturas inertes como madeira, pedra, geotêxteis e estruturas metálicas.
A Engenharia Natural usa técnicas (biotécnicas) em que plantas, ou partes destas, são utilizadas como material vivo de construção. Sozinhas, ou combinadas com materiais inertes, tais plantas devem proporcionar estabilidade às áreas em tratamento.
Por Engenharia Natural entende-se o conjunto de técnicas de engenharia em que os principais materiais de construção são plantas, comunidades vegetais e sistemas naturais. Tem como objetivo o preenchimento das necessidades de uso da sociedade relativamente a cada lugar reduzindo os riscos ambientais e antrópicos e maximizando a sua funcionalidade ecológica.

## A engenharia dos sistemas vivos
De acordo com Hugo Meinhard Schiechtl:
Engenharia Natural é um sub-domínio da Engenharia Civil que prossegue objetivos técnicos, ecológicos, criativos, construtivos e económicos através sobretudo da utilização de materiais construtivos vivos, ou seja, sementes, plantas, partes de plantas e associações vegetais. Estes objetivos são atingidos através métodos de construção próximos do natural, utilizando as diferentes vantagens que a utilização de plantas vivas garante.
A Engenharia Natural é utilizada por vezes como substituto, mas principalmente como complemento útil e necessário das técnicas clássicas da Engenharia Civil. A sua área de aplicação corresponde a todos os domínios construtivos, quer em trabalhos de terra, quer em domínios fluviais e costeiros, com predominância particular na proteção de margens e taludes e encostas, assim como no controlo da erosão.
Já a Federação Europeia de Engenharia Natural (EFIB) propõe a seguinte definição:
Por Engenharia Natural entende-se uma disciplina da Engenharia orientada pela Biologia cujo domínio de intervenção são as intervenções geotécnicas e de mecânica de solos, de engenharia fluvial e hidráulica, de engenharia florestal assim como todas as intervenções construtivas ao nível da compatibilização dos sistemas naturais com as pressões de uso.
Os objetos de projeto e construção são a estabilização de taludes e escarpas, margens, diques, aterros, assim como outros espaços de uso e a sua proteção contra a erosão.
No processo de projeto e execução são utilizados conhecimentos e competências das disciplinas de construção, assim como conhecimentos da biologia e da ecologia da paisagem de forma a instalar e garantir o adequado desenvolvimento de um coberto adequado de espécies autóctones que garanta as exigências construtivas requeridas.
As intervenções de Engenharia Natural garantem não só a proteção contra a erosão como igualmente ações reguladoras no regime hidrológico, no microclima, na estrutura e qualidade biológica e ecológica, assim como na qualidade visual das zonas de intervenção.

## Histórico
Existem registos que cuidam das propriedades técnicas da vegetação que datam do Império Romano. Leonardo da Vinci já teria feito referência à importância do sistema radicial dos salseiros (Salix sp.), na fixação das margens dos canais. Na China encontram-se registos datados do século XII que dão conta do uso de plantas vivas como forma de estabilizar encostas.
Da mesma maneira uma das técnicas mais utilizadas pela Engenharia Natural (parede-Krainer) encontra forte semelhança com o murus gallicus, método de construção usado pelos celtas na fortificação dos seus ópidos cercados (ópido).
Contudo, é somente a partir do século XVII que descrições técnicas destas obras começam a aparecer na Europa. As primeiras descrições das técnicas encontram-se nos manuais de manejo de torrentes dos países de fala alemã. A Engenharia Natural guarda até hoje grande relação com essa última disciplina que em alemão recebe o nome de Wildbachverbauung (torrent control em inglês).
Do ponto de vista científico e bibliográfico, a Engenharia Natural, nasce como matéria independente no início do século vinte na Alemanha, Suíça e principalmente na Áustria, através dos trabalhos pioneiros de Hugo Meinhard Schiechtl (*1922 a †2002).
Nas últimas décadas essas técnicas passaram a ser utilizadas com mais ênfase em outras regiões, primeiramente na parte norte da Itália (ainda no contexto alpino) e, em seguida, ganharam aplicação em todo o ambiente mediterrânico. Nesse mesmo período passou a ser conhecida e utilizada na América do Norte.
Nos últimos anos surgiram trabalhos pioneiros em cooperação com instituições Europeias que buscaram aplicar essas técnicas na América Centrale do Sul, bem como nas regiões montanhosas da Ásia (Nepal, China e Rússia).
A Engenharia Natural não visa concorrer com os métodos tradicionais de estabilização de encostas, no entanto, em algumas circunstâncias mostra-se como alternativa viável às obras tradicionais de engenharia.

## Sinonímia terminológica
Tendo origem na região alpina de fala alemã, o termo que inicialmente designa esse campo do conhecimento é Ingenieurbiologie. A tradução literal ao português resulta no termo Bioengenharia. Esse, apesar de aceito e utilizado, gera confusão por ser também empregado pela Bioengenharia médica. Por isso, no Brasil, vem se consolidando o termo Bioengenharia de solos, a fim de diferenciarem-se os dois campos de conhecimento, da mesma maneira que se faz no termo em língua inglesa (Soil bioengineering). Outros, ainda, defendem a adoção de Engenharia naturalística, o que seria uma tradução direta do termo utilizado em língua italiana (Ingegneria naturalistica). Em Portugal convencionou-se o termo Engenharia Natural, existindo oficialmente a Associação Portuguesa de Engenharia Natural (APENA), filiada à Federação Européia de Engenharia Natural (Europäische Föderation für Ingenieurbiologie – EFIB, no termo original).